# Conseil municipal des jeunes
Pour les articles homonymes, voir CCJ, CME et CMJ.
En France, le Conseil municipal des jeunes (CMJ), conseil communal des jeunes (CCJ) ou forum de la jeunesse ou encore Conseil municipal des enfants (CME) est une instance municipale destinée aux enfants ou aux jeunes, créé par des délibérations adoptées en conseils municipaux. Il a un rôle consultatif (ses délibérations n'ont pas force réglementaire si elles ne sont pas approuvées par délibération du conseil municipal élu ou du maire). Après des ébauches dans les années 1960 et 70, le premier de ces conseils "modernes" a été créé en France à Schiltigheim (Bas-Rhin), en 1979. D'autres conseils ont vu le jour dans les années 1980, mais surtout depuis 1990 et au début des années 2000.
D'après l'ANACEJ qui regroupe des communes ayant créé un de ces conseils, il en existerait actuellement 2000 sur l'ensemble du territoire national.

## Rôles et objectifs du Conseil Municipal des Jeunes
Le Conseil Municipal des Jeunes a pour mission d'initier la jeunesse à la vie politique réelle et de collecter les idées et initiatives émanant de l'ensemble des jeunes pour améliorer la vie dans le cadre de leur municipalité. Il a pour mission complémentaire de les traduire en projets au bénéfice de tous.
Ces idées et projets sont ensuite présentés au maire de la commune ainsi qu'au conseil municipal afin qu'ils soient inscrits ou pas au programme de la ville.

## Fonctionnement
Leur mode de fonctionnement du CMJ/CCEJ/CCJ/CMEJ est très variable selon la commune, la tranche d'âge (de 7 à 25 ans) et le mode d'entrée (élections en mairie, dans les écoles, désignation au sein d'associations représentatives, volontariat, tirage au sort, système mixte etc.) La plupart du temps, ils comportent l'obligation d'être scolarisés dans la ville.
Formellement, les conseils sont souvent présidés ou assistés par un conseiller municipal élu, tout en bénéficiant des moyens municipaux (ex: secrétaire de mairie). Le Conseil se réunit alors en séance plénière périodiquement, environ 3 fois par an. Ces réunions plénières sont généralement publiques et en présence du maire et de conseiller municipaux. Il fait suite aux travaux qui auront été réalisés dans des commissions ou groupes de travail, qui se réunissent généralement 1 à 2 fois par mois.
Ses représentants sont généralement élus pour une période de 2 ans correspondant à deux années scolaires. Il existe des conseils élus pour 1 an, voire pour 3 ans (période du Covid-19 2019-2021). Dans la plupart des cas, les conseils sont renouvelés en totalité.